# Grenzstein (Breitungen)
Der Grenzstein bei Breitungen ist ein denkmalgeschützter Grenzstein auf dem Gebiet des Ortsteiles Breitungen der Gemeinde Südharz in Sachsen-Anhalt. Im örtlichen Denkmalverzeichnis ist der Grenzstein unter der Erfassungsnummer 107 05084 als Kleindenkmal verzeichnet.
Der Grenzstein stammt von einer Wald-Enklave vom Borntalsberg. Er ist einer von 45 Grenzsteinen die zur Abgrenzung des Gemeindewalds von Breitungen von dem Waldbesitz des Grafenhauses Schwarzenburg-Rudolstadt. Der Grenzstein ist auf drei Seiten beschriftet. Auf der schmalen Seite befindet sich die Zahl 21, welche die fortlaufende Nummerierung des Grenzsteines angibt. Auf den breiten Seite lautet die Beschriftung einmal SCHW.R. 1734 und steht für Schwarzenburg-Rudolstadt und ihr gegenüber befindet sich die Beschriftung B.G. für den Breitunger Gemeindewald. Der Fundort des Grenzsteines war nicht beim ursprünglichen Standort. Heute befindet sich der Grenzstein am Straßenrand in der Nähe des östlichen Ortseingangses von Breitungen aus Richtung Agnesdorf kommend. Der Grenzstein wurde 2017 unter Denkmalschutz gestellt.